# سیارک ۷۶۰۸
سیارک ۷۶۰۸ (به انگلیسی: 7608 Telegramia، نامگذاری:1995UO1) هفت هزار و ششصد و هشتمین سیارک کشف شده‌است که در ۲۲ اکتبر ۱۹۹۵ کشف شد.
قدر مطلق سیارک برابر ۱۴٫۴۰ است.